# Dieter Plehwe
Dieter Plehwe (* 21. August 1963 in Idar-Oberstein) ist ein deutscher Politikwissenschaftler. Er ist wissenschaftlicher Mitarbeiter am Wissenschaftszentrum Berlin für Sozialforschung.

## Leben
Er legte 1982 sein Abitur in Idar-Oberstein ab. Plehwe, der auch 1985/86 an der New School for Social Research studierte, schloss das Studium an der Philipps-Universität Marburg 1989 mit einem Diplom in Politikwissenschaft ab.
1989/90 war er Mitarbeiter der International Federation of Chemical, Energy and General Workers’ Union (ICEM) in Brüssel. Von 1990 bis 1990 war er Promotionsstipendiat an der Universität Marburg. Im Jahr 1994 wurde er Geschäftsführer im Bund Demokratischer Wissenschaftlerinnen und Wissenschaftler (BdWi) in Marburg. Drei Jahre später wurde er bei Frank Deppe am Marburger Institut für Politikwissenschaft mit der Dissertation Deregulierung und transnationale Integration der Transportwirtschaft in Nordamerika zum Dr. phil. (magna cum laude) promoviert. Die Arbeit wurde in die Schriftenreihe der Hans-Böckler-Stiftung aufgenommen.
Von 1996 bis 2002 war er wissenschaftlicher Mitarbeiter in der Abteilung „Organisation und Beschäftigung“ am Wissenschaftszentrum Berlin für Sozialforschung (WZB). Anschließend ging er in die USA, zunächst an der Yale University als Lecturer für Politikwissenschaft und Soziologie und 2004/05 als Visiting Fellow am International Centre for Advanced Studies der New York University. 2008/09 war er Gastprofessor für Internationale Entwicklung an der Universität Wien. Von 2011 bis 2014 war er wissenschaftlicher Mitarbeiter in der Projektgruppe „Modes of Economic Governance“ am WZB, seit 2014 ist er dort in der Abteilung „Ungleichheit und Sozialpolitik“ tätig. Von September 2016 bis Februar 2017 ist er als Visiting Scholar am Minda de Gunzburg Center for European Studies der Harvard University.
Einer seiner Forschungsschwerpunkte ist die Geschichte und Soziologie des Neoliberalismus. Gemeinsam mit Philip Mirowski und anderen hat er maßgeblich eine Forschungsrichtung entwickelt, die diesen akteurszentriert als ein Netzwerk definiert, das sich in der Nachkriegszeit in, durch und um die Mont Pèlerin Society entwickelt hat.

## Schriften (Auswahl)
- Neue Logistik für deutsche Konzerne – „Deregulierung“, Lean Production und Großfusionen in der Speditionsbranche. Sokoop-Verlag, Duisburg 1994, ISBN 3-921-47351-9.
- Deregulierung und transnationale Integration der Transportwirtschaft in Nordamerika. Westfälisches Dampfboot, Münster 2000, ISBN 3-896-91477-4.
- mit Christoph Dörrenbächer (Hrsg.): Grenzenlose Kontrolle? Organisatorischer Wandel und politische Macht multinationaler Unternehmen. Edition Sigma, Berlin 2000, ISBN 3-89404-203-6.
- mit Bernhard Walpen, Gisela Neunhöffer (Hrsg.): Neoliberal Hegemony: A Global Critique, Routledge, New York u. a. 2006. (Ripe Series in Global Political Economy. 18.) ISBN 0-41546003-4
- mit Philip Mirowski (Hrsg.): The Road from Mont Pèlerin: The Making of the Neoliberal Thought Collective. Harvard University Press, Cambridge/MA u. a. 2009, ISBN 978-0-674-03318-4.